# Oenothera obscurifolia
Oenothera obscurifolia är en dunörtsväxtart som beskrevs av Hudziok. Oenothera obscurifolia ingår i släktet nattljussläktet, och familjen dunörtsväxter. Inga underarter finns listade i Catalogue of Life.